# Lassi Huuskonen
Lassi Huuskonen (* 2. November 1979) ist ein ehemaliger finnischer Skispringer.

## Werdegang
Sein erstes internationales Springen bestritt Huuskonen, der für den Verein Puijon Hiihtoseura startet, bei der Junioren-Weltmeisterschaft 1997 in Canmore, bei der er gemeinsam mit Matti Hautamäki, Jussi Hautamäki und Lauri Hakola die Silbermedaille im Teamwettbewerb gewinnen konnte.
Sein erstes Springen im Weltcup absolvierte er am 24. November 2000 in Kuopio. Durch einen 15. Platz konnte er bereits in diesem Springen seine ersten Weltcup-Punkte gewinnen. Nachdem er jedoch auf der gleichen Schanze eine Woche später nur 66. wurde, begann er in der Folgesaison im Continental Cup. Bereits im ersten Springen dieser Serie wurde er in Kuusamo Dritter. So wurde er bereits nach zwei Springen im Continental Cup wieder in den Weltcup-Kader übernommen, konnte sich jedoch erneut dort nicht durchsetzen. Zwar gelang ihm in Kuopio erneut der Sprung in die Punkte. Es waren jedoch die letzten Weltcup-Punkte seiner Karriere. Die Weltcup-Saison 2001/02 beendete er auf dem 62. Platz in der Gesamtwertung. Bis 2004 sprang Huuskonen noch im Continental Cup. Einen der vorderen Plätze konnte er jedoch nicht mehr erzielen. Nach der Winter-Universiade im Januar 2005 beendete Huuskonen daher seine aktive Skispringerkarriere.

## Erfolge

### Continental-Cup-Siege im Einzel
| Nr. | Datum            | Ort       | Typ           |
| --- | ---------------- | --------- | ------------- |
| 1.  | 8. Februar 1997  | Westby    | Normalschanze |
| 2.  | 10. Februar 2001 | Westby    | Normalschanze |
| 3.  | 24. Februar 2002 | Ishpeming | Normalschanze |

## Statistik

### Weltcup-Platzierungen
| Saison  | Platz | Punkte |
| ------- | ----- | ------ |
| 2000/01 | 64.   | 16     |
| 2001/02 | 62.   | 15     |